# دوراتنکا
دوراتنکا (به لهستانی:  Doratynka) یک روستا در لهستان است که در گمینا نارو واقع شده‌است. دوراتنکا ۱۳۰ نفر جمعیت دارد.